# South Tyneside
South Tyneside – dystrykt położony w hrabstwie metropolitarnym Tyne and Wear w północnej Anglii. Siedzibą dystryktu pozostaje miasto South Shields. Okręg graniczy z miastami Newcastle upon Tyne i Gateshead na zachodzie, Sunderland na południu i North Tyneside na północy. Na wschodzie naturalną granicę tworzy Morze Północne. Ważniejszymi miejscowościami w dystrykcie są Cleadon, Hebburn, Jarrow, The Boldons i Whitburn.

## Gospodarka
Do niedawna na terenie South Tyneside dominował przemysł stoczniowy, górnictwo oraz przemysł chemiczny. Dystrykt znacznie podupadł w drugiej połowie XX wieku, kiedy to zamknięto większość kopalń, co doprowadziło do znacznego wzrostu bezrobocia. Obecnie w regionie można zauważyć pewne ożywienie gospodarcze, głównie za sprawą zabiegów władz, stawiających na rozwój sektora usług.

## Miasta
- Hebburn
- Jarrow
- South Shields

## Inne miejscowości
Biddick Hall, Brockley Whins, Cleadon, Marsden, The Boldons, West Harton i Whitburn.

## Współpraca
- Épinay-sur-Seine, Francja
- Noisy-le-Sec, Francja
- Wuppertal, Niemcy